# The Damned United
The Damned United (prt: Maldito United; bra: Maldito Futebol Clube) é um filme britânico de 2009. Baseado no livro The Damned Utd, um best seller de David Peace no Reino Unido, foi dirigido por Tom Hooper com roteiro de Peter Morgan e protagonizado por Michael Sheen. Sheen e Morgan reeditaram parceria de outros filmes que retratam pessoas reais: Frost/Nixon e A Rainha - nos quais Sheen interpretou David Frost e Tony Blair, respectivamente.
The Damned United retrata a breve e turbulenta passagem do célebre treinador inglês Brian Clough (personagem interpretado por Sheen) pelo Leeds United, carregada de brigas de ego e intrigas. Desenrola-se em uma narrativa não-linear, repleta de flashbacks e de licenças poéticas - motivo maior para críticas negativas, especialmente da família de Clough. A atuação de Sheen, por outro lado, foi bastante elogiada como fiel aos trejeitos e à personalidade do técnico, enquanto o filme em si também foi bem recebido pelos críticos de cinema, sendo indicado como apreciável até por não-amantes do futebol.

## Enredo
Até chegar ao clube de futebol Leeds United, Brian Clough, um ex-artilheiro, havia angariado respeito como técnico do minúsculo Derby County. Comandando carismaticamente os jogadores, muitos deles reforços medianos e baratos indicados com precisão por seu assistente Peter Taylor, Clough conduz o time das últimas posições da segunda divisão inglesa até o título na mesma e, anos depois, ao título na divisão de elite.
Durante os anos vitoriosos no Derby, todavia, Clough desenvolveu antipatia pelo jogo truculento do Leeds e pelo técnico deste, Don Revie, pessoa que admirava até sentir-se esnobado no primeiro encontro. A rixa torna-se recíproca: é disputando diretamente contra o Leeds que o Derby consegue ser campeão inglês em 1972. A obsessão de Clough contra o Leeds e Revie o faz utilizar os titulares do Derby em partida contra o rival, dias antes de seu clube enfrentar a Juventus nas semifinais da Copa dos Campeões da UEFA, em 1973. O adversário não poupa jogadas duras e inutiliza jogadores importantes do Derby para o importante confronto europeu, vencido pelos italianos.
A atitude de Clough e sua arrogância irritam o presidente do Derby. Confiante de sua popularidade junto à torcida, Clough pede demissão juntamente com a de Peter Taylor sem o conhecimento deste, acreditando que a diretoria do clube optará por mantê-los no cargo contra o presidente. Porém, apesar do apelo dos torcedores e dos jogadores, a direção acata as demissões, contratando como técnico Dave Mackay, ex-jogador do Derby trazido ao clube pelos próprios Clough e Taylor, que acabam tendo de aceitar convite do Brighton & Hove Albion, da terceira divisão. Porém, em meio às férias pagas em Majorca, uma exigência para aceitar a oferta do Brighton, Clough aceita um convite para treinar justamente o Leeds, rompendo o acordo com o Brighton e estremecendo sua relação com Taylor, que decide respeitar o generoso contrato firmado com o pequeno clube.
Clough chega em 1974 ao Leeds justamente para substituir Revie, que saíra do clube encerrando uma vitoriosa trajetória para assumir a Seleção Inglesa, que demitira Alf Ramsey após a não-classificação para a Copa do Mundo de 1974. Clough não se furta de continuar a criticar duramente o estilo de jogo do Leeds mesmo após sua contratação, batendo de frente com os jogadores do time, bastante fiéis às ideias e fórmulas de Revie. É contra os ídolos, especialmente, que Clough desperta antipatia: Billy Bremner e Johnny Giles, a quem Revie havia indicado para sucedê-lo.
A temporada 1974/75 inicia-se e Clough não consegue sair da sombra de Revie. Para piorar, Bremner, capitão e um dos principais jogadores do Leeds, é suspenso após provocar confusão na FA Charity Shield, primeira partida oficial do Leeds sob Clough, perdida para o Liverpool. Sem se esforçar para cativar jogadores e torcedores do time, Clough não consegue bons resultados e, após uma reunião da diretoria com o elenco, acaba demitido após apenas quarenta e quatro dias no cargo.
Reconhecendo que precisa do apoio de seu ex-assistente, Clough vai atrás de Taylor para pedir humildemente a retomada da parceria. O filme termina com imagens reais de ambos voltando ao sucesso, trabalhando no Nottingham Forest, um então pequeno clube da segunda divisão que, com eles, seria campeão inglês (à semelhança do que fizeram no Derby, curiosamente um arquirrival do Nottingham) e também duas vezes na Copa dos Campeões da UEFA; e com mensagens que lembram que Revie não conseguira sucesso na Seleção Inglesa, e que Clough, falecido em 2004, é justamente considerado o maior treinador inglês a não ter comandado a mesma.

## Elenco
- Michael Sheen....Brian Clough
- Timothy Spall....Peter Taylor
- Maurice Roëves....Jimmy Gordon
- Elizabeth Carling....Barbara Clough
- Colm Meaney....Don Revie
- Jim Broadbent....Sam Longson

## Produção

### Desenvolvimento
Em 2006, Stephen Frears leu The Damned Utd enquanto viajava para o Festival de Cinema de Veneza. Ele gostou do livro e conversou com o produtor de A Rainha, Andy Harries. Ele então o enviou para Peter Morgan, com quem também trabalhou em A Rainha, na véspera da estreia do filme em Veneza; Morgan leu o livro na manhã seguinte. Morgan gostou, afirmando: "Trata-se de temas que adoro: alcoolismo, autodestruição, competitividade e traição masculina psicótica". O desenvolvimento do projeto continuou até fevereiro de 2007, quando a produtora executiva da BBC Films, Christine Langan (que também produziu A Rainha), se envolveu. Frears tinha Michael Sheen em mente para Clough desde o início; Sheen havia aparecido em três outros projetos de Frears: Mary Reilly, The Deal e na própria Rainha. Ele foi escolhido por causa de sua semelhança física com Clough; quando Frears sugeriu a Sheen que ele fizesse o papel, Sheen "revirou os olhos e explodiu em uma representação maravilhosa" de Clough. Sheen disse que Clough era "uma daquelas pessoas que decidiu que vai moldar o resto do mundo à sua imagem. Inevitavelmente, há algo em nós que reconhece que está brincando com fogo e os deuses terão que derrubá-lo".
Com Frears como diretor, a fotografia principal estava agendada para o final de 2007. Ele retirou-se do filme em novembro, afirmando que não poderia fazer a logística do filme e que havia "começado em busca de algo que o estava levando ele por um beco sem saída". Tom Hooper, que dirigiu o telefilme Longford de Morgan, o substituiu. Hooper pesquisou sobre Clough lendo o livro Provided You Don't Kiss Me, uma biografia premiada de Clough escrita pelo jornalista Duncan Hamilton. Ele também planejou encontrar a família de Clough e alguns dos jogadores do Leeds United durante a época que Clough treinava o time. A seleção de elenco continuou até maio de 2008. Em abril, Colm Meaney, Timothy Spall e Jim Broadbent foram anunciados como Don Revie, Peter Taylor e Sam Longson, respectivamente. Durante a pré-produção, Langan viu imagens de arquivo de Clough e Revie e considerou se Revie deveria ser interpretado por um ator muito mais velho do que Sheen; apesar de ter 47 anos na filmagem, Revie "poderia se passar por uma pessoa com 60", disse ela. Antes de Meaney ser escalado, o ator Kenneth Branagh havia sido considerado para um papel mais jovem de Revie. O Garforth Town, que não pertence a nenhuma divisão da Inglaterra, realizou audições para jogadores de futebol não falantes em 14 de maio. Esperava-se que os audicionários tivessem jogado na Liga Leste dos Condados do Norte, na Liga do Norte ou em outras divisões superiores. O casting para figurantes decorreu nos dias 20 e 21 de maio.

### Filmagens

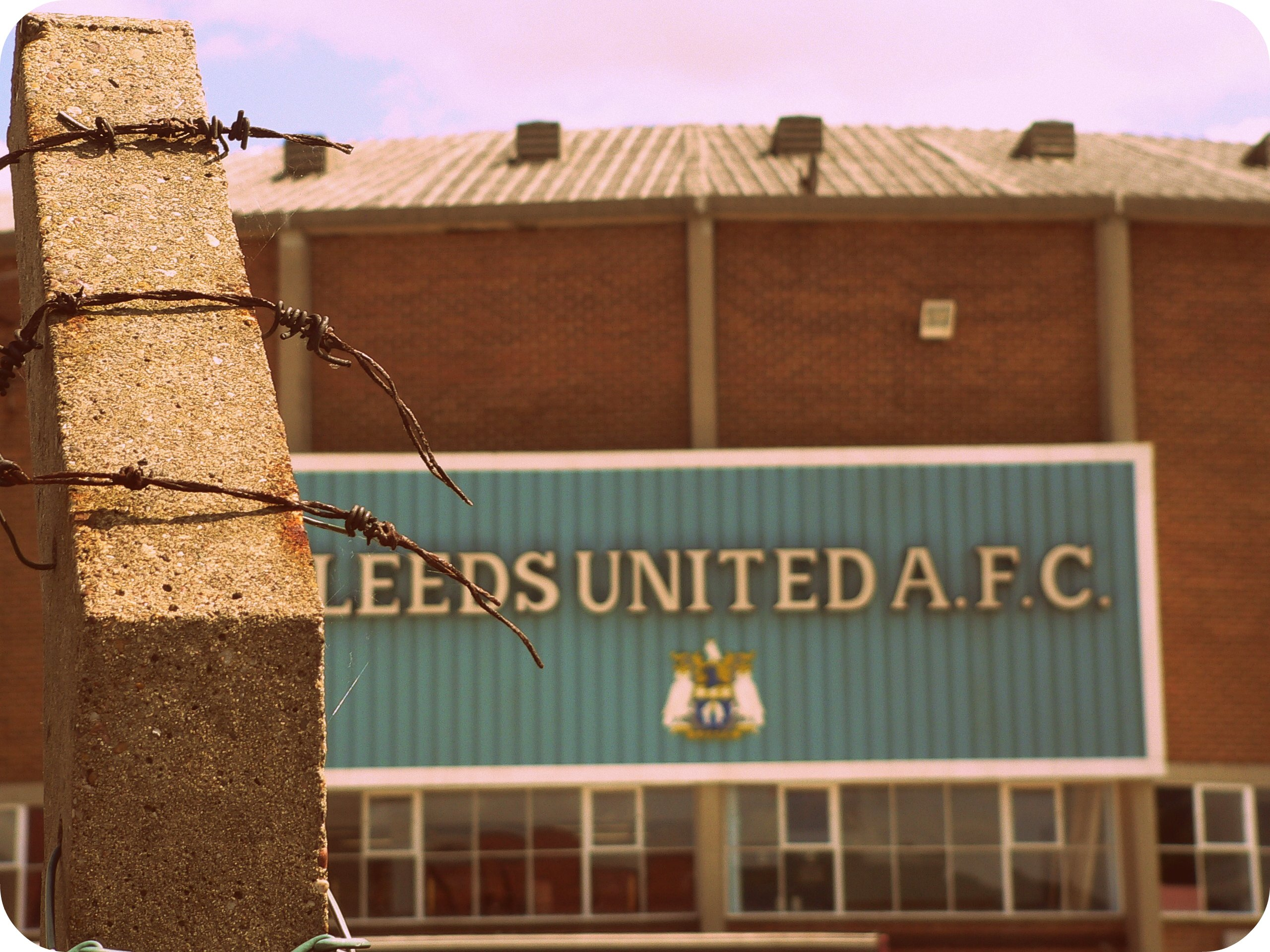
Alterações no Estádio Elland Road foram realizadas para as filmagens.

A fotografia principal decorreu de 25 de maio a 2 de julho em locais nas localidades de Yorkshire, Derbyshire e Maiorca. O Estádio Saltergate do Chesterfield serviu como retratação para o antigo Estádio de Wembley, o Baseball Ground, o Carrow Road e o Bloomfield Road. Saltergate havia sido escolhido porque não tinha sofrido nenhuma modificação estrutural significativa desde os anos 1970, embora alguns trabalhos de repinturas tenham sido feitos pela equipe de produção para diferenciar os diversos estádios mostrados no filme. O estacionamento fora da Elland Road estava sendo preparado para se parecer com o antigo campo de treinamento do Leeds (usado até a mudança do clube para as instalações de treinamento atuais em Thorp Arch no início de 1990, o campo de treinamento do Leeds United estava de fato localizado próximo ao estádio Elland Road). Outros locais para as filmagens foram usados na cidade de Leeds, terra natal do Leeds United, e incluíram o Headingley Stadium, o antigo local do Cookridge Hospital, e uma empresa de aluguel de roupas de cama em Armley. As recriações das entrevistas para a televisão (baseadas nas conduzidas no noticiário regional britânico Calendar) foram filmadas no mesmo local que as originais, sendo estes os Estúdios de Televisão de Yorkshire em Kirkstall Road, Leeds. Outras cenas externas foram filmadas em Armley, Beeston e Adel (ambos bairros de Leeds). O campo de treinamento usado pelo Derby County foi um campo de futebol de funcionários de uma pedreira que fica próxima ao Estádio Elland Road.
A antiga delegacia de polícia de Bradford em The Tyrls, no centro da cidade de Bradford, foi usada para o interior da sala da diretoria da Elland Road, sala dos jogadores e escritório do presidente do Leeds. O edifício foi demolido em 2015.
Durante a semana de 23 de junho, as filmagens aconteceram em Scarborough, na localiade de Brighton. Cenas internas foram filmadas no Victoria Sea View Hotel e no Esplanade Hotel. Os exteriores foram filmados no Queens Parade e nas proximidades de Scalby Mills. Imagens geradas por computador foram empregadas na pós-produção para fazer Scarborough parecer Brighton. O Royal Hotel em Scarborough também foi usado. As filmagens foram então realizadas em Saddleworth para serem concluídas depois em Maiorca.

## Lançamento e desempenho comercial
O primeiro trailer de televisão estreou no canal esportivo britânico Setanta Sports 1 em 23 de janeiro de 2009, antes do início da quarta rodada da FA Cup de 2008–09 entre Derby County e Nottingham Forest. Os direitos de distribuição foram originalmente pré-vendidos para Ealing Studios International, mas a Sony Pictures Entertainment fez uma oferta maior às produtoras e fechou a distribuição do filme para todo o mundo. The Damned United foi lançado no Reino Unido em 27 de março de 2009. Uma exibição de gala do filme foi realizada no Festival Internacional de Cinema de Toronto em setembro de 2009, sendo posteriormente lançado de maneira limitada nos Estados Unidos em 9 de outubro daquele ano.
O filme arrecadou um total de US$ 3.604.339 no Reino Unido e na República da Irlanda, e US$ 441.264 no Canadá e nos Estados Unidos. Seu total mundial de bilheteria foi de US$ 4.045.603.

## Recepção

### Resposta da crítica
The Damned United foi aclamado pela crítica de cinema. No agregador de resenhas Rotten Tomatoes, o filme tem uma taxa de aprovação de 92% com base em 121 resenhas, com uma média de 7,5/10; o consenso crítico do site diz: "Melhor do que a visão normal do futebol, The Damned United é carregado por outra estrela de Michael Sheen como Brian Clough". No Metacritic, o filme tem uma pontuação média ponderada de 81/100, com base em 27 comentários, indicando "aclamação universal".
O crítico de cinema Roger Ebert deu ao filme três estrelas e meia em quatro, e elogiou Sheen por retratar "ícones britânicos modernos de forma tão estranha que ele quase desapareceu dentro deles". Peter Bradshaw, do jornal britânico The Guardian, deu ao filme quatro estrelas, chamando-o de "fresco, inteligente... [e] incrivelmente envolvente", e também elogiou as performances de Sheen e Meaney. O crítico da revista britânica Empire, William Thomas, premiou The Damned United com três estrelas de cinco; ele elogiou o filme por "capturar a labuta emocional do futebol", embora tenha acrescentado que "luta para encontrar o seu ritmo".
Antes de seu lançamento, a viúva de Clough, Barbara, que já havia criticado o livro de Peace, expressou desapontamento com o fato de o filme estar sendo feito. A família Clough recusou o convite para uma prévia de estreia do filme, afirmando sua oposição a todo o projeto. O filho de Clough, Nigel, disse que não pretendia assistir ao filme e que aqueles que o viram no futebol disseram que não tinha "nenhuma semelhança" com o que realmente aconteceu. A decisão da Sony Pictures de lançar o filme seis dias após do que seria o 74º aniversário de Clough também foi criticada.
O produtor Andy Harries respondeu às críticas da família Clough afirmando que "o objetivo dos cineastas é contar uma história maravilhosa e extraordinária com temas universais de sucesso, ciúme e traição"; Harries acrescentou que sem adicionar elementos de ficção, o filme não teria sido tão emocionante de assistir. Ele também assegurou à família de Clough que o filme seria um retrato mais simpático de Clough do que no livro. O escritor Peter Morgan afirmou não considerar a precisão do filme de grande importância.

### Prêmios e indicações
| Award                                  | Category                           | Nominee       | Result   |
| -------------------------------------- | ---------------------------------- | ------------- | -------- |
| British Independent Film Award         | Melhor Ator Coadjuvante            | Jim Broadbent | Indicado |
| London Film Critics' Circle            | Ator coadjuvante britânico do ano  | Timothy Spall | Indicado |
| Satellite Award                        | Melhor ator em filme dramático     | Michael Sheen | Indicado |
| Satellite Award                        | Melhor ator coadjuvante            | Timothy Spall | Indicado |
| Prêmio Writer's Guild of Great Britain | Melhor roteiro para longa-metragem | Peter Morgan  | Indicado |

## Precisão histórica
Dave Mackay processou a Left Bank Pictures por sua representação no filme, irritado com a insinuação de que ele havia traído Clough ao assumir o cargo de treinador do Derby County. Martin O'Neill, que jogou com Mackay no Nottingham Forest antes de sua partida para administrar o Derby, sugeriu que o filme sugeria falsamente que Dave Mackay ainda era um jogador do Derby County quando se tornou treinador do clube, embora também questionasse a representação da relação entre Clough e Peter Taylor e tenha elogiado a atuação dos atores, principalmente de Sheen. Em março de 2010, Mackay ganhou um pedido de desculpas e danos não revelados da Left Bank Pictures. Roy McFarland concordou com a decisão de Mackay de entrar com uma ação legal e disse que gostou da atuação de Sheen, mas por outro lado "não gostou particularmente do filme".
O escritor do romance original já havia sido processado com sucesso pelo meio-campista irlandês e ex-jogador do Leeds Johnny Giles. Giles disse: "Muitas das coisas de que Peace fala no livro nunca aconteceram e, por isso, achei necessário ir aos tribunais para provar que se tratava de uma ficção baseada em fatos e nada mais".
O jornalista da BBC Sport Pat Murphy, amigo pessoal de Clough, notou dezessete imprecisões factuais no filme, incluindo vários erros relativos ao momento dos eventos. Ele particularmente descartou como "um disparate absoluto" uma cena em que Clough fica num dos camarotes do estádio do Derby durante uma partida contra o Leeds, uma vez que estava nervoso demais para assistir.
No filme é mostrado que três contratações são feitas por Clough ao mesmo tempo, as de Dave Mackay, John McGovern e John O'Hare. No entanto, O'Hare foi assinado quase um ano antes de Mackay, enquanto McGovern e Mackay assinaram em dias diferentes. Murphy também declarou que a insinuação de Clough não querer debater com Revie sobre sua gestão no Leeds United é completamente imprecisa.
Murphy também ficou irritado com a representação de Clough bebendo e fumando. Ele insistiu que, ao longo da década de 1970, Clough era um técnico em perfeita forma que costumava treinar ativamente com os jogadores em partidas de campo de treinamento e que a imagem dele bebendo e fumando muito foi uma batalha que ele enfrentou aproximadamente dez a vinte anos depois de se tornar técnico do Nottingham Forest em 1975.
No filme, Clough é visto preparando o estádio do Derby, o Baseball Ground, antes do empate da FA Cup de 1968 contra o Leeds United de Revie, eliminando-o da competição. Na verdade, o empate não foi disputado no Baseball Ground, mas sim no campo do Elland Road, do Leeds. Brian Clough, na realidade, dirigiu o Brighton & Hove Albion por trinta e dois jogos antes de sair do clube em julho de 1974. Contudo, no filme é insinuado que Clough aceitou o emprego no Leeds durante as férias em Maiorca em 1974, tendo anteriormente acordado sua função de treinador do Brighton com um aperto de mão e tirando férias, pagas pelo clube, antes de começar a trabalhar, dando a entender que ele jamais dirigiu de fato a equipe. Taylor e Clough também discutem ferozmente em Maiorca sobre a oferta de emprego do gerente do Leeds, mas tanto um quanto o outro, na vida real, jamais confirmaram essa discussão.
O filme diz que o Leeds perdeu por 1–0 para Luton Town quando Clough já era técnico do Leeds; este jogo, disputado em 7 de setembro de 1974, na verdade terminou em 1–1 com Barry Butlin empatando para Luton depois que o Leeds abriu o placar com um gol de Allan Clarke.
O filme mostra Clough do lado de fora da entrada do Baseball Ground do Derby County com o emblema estilizado de um carneiro, em 1968; na realidade, este emblema só foi aprovado em 1971.
O filme sugere que a derrota do Derby por 5x0 para o Leeds ocorreu na temporada 1969-1970, logo após sua promoção à primeira divisão, com Gordon McQueen jogando pelo Leeds United na partida. Na realidade, esse 5x0 ocorreu em outubro de 1972, na temporada após o Derby ter vencido o campeonato da primeira divisão em 1972 e a quarta temporada desde sua promoção. Foi o primeiro ano de McQueen como jogador do Leeds; ele não tinha estado no clube em 1969.
O filme mostra Billy Bremner sendo punido por suspensão sentado ao lado de Clough no tribunal de justiça despotiva depois de um jogo. Na realidade, tanto os jogadores quanto qualquer membro da comissão técnica são proibidos de assistirem qualquer julgamento presencialmente na Inglaterra.
O filme sugere que Clough se reencontrou com Taylor logo após deixar Elland Road em setembro de 1974. No entanto, Taylor administrou Brighton & Hove Albion sozinho nas temporadas de 1974/75 e 1975/76, com Clough ingressando no Nottingham Forest em janeiro de 1975, onde administrou o time até o final da temporada 1975/76. Taylor então se reuniu com Clough profissionalmente em julho de 1976 no Forest, com a dupla ganhando a promoção em 1976/77.